# 刘生耀
刘生耀（1924年—2018年1月12日），陕西定边县新安边镇人，中华人民共和国政治人物。

## 生平
1942年2月参加革命工作，1942年4月加入中国共产党，1958年12月至1959年10月，担任金积县农林水牧局部长。后任宁夏自治区水利局局长、宁夏自治区水利厅纪委副书记。1985年离休。2018年1月12日，在家中病故，享年94岁。